# Катрин Мансфийлд
Катлийн Мансфийлд Бошам (на английски: Kathleen Mansfield Beauchamp; фамилия на френски: Бошам), известна с псевдоним Катрин Мансфийлд (Katherine Mansfield), е писателка от Нова Зеландия, живяла във Великобритания.
Първия си текст публикува едва 9-годишна. Освен като писателка се проявява и като отлична виолончелистка. През 1903 – 1906 г. учи в Куийнс Колидж в Лондон. След двугодишна пауза в родината си се връща в Англия завинаги и се посвещава изключително на писането.
Тя и съпругът и издателят Джон Мидълтън Мъри са близки приятели с Д. Х. Лорънс и неговата жена Фрида.
Последните си години Мансфийлд изкарва в Южна Франция и Швейцария. Там пише едно от най-акламираните си произведения – „Градинско увеселение“. Умира 34-годишна от туберкулоза.
Често е цитирана редом с Чехов, Карвър, Хемингуей, О'Хенри, Будзати и Кортасар като една от най-великите представителки на жанра на късия разказ в света.

## Издания в България
- Градинско увеселение. Народна култура, С., 1982 (Библ. „Панорама“, № 157)
- Избрани разкази. Изд. Ентусиаст, С., 2012
- Избрани разкази. Спец. изд. на сп. Biograph, изд. Муузон, С., 2016